# 未熟児
未熟児（みじゅくじ）とは、早産児や低出生体重児などの未熟性の強い児のことである。現在は「未熟児」という用語は正式の医学用語としては用いられず、「早産児」「低出生体重児」などと区別してこれらの用語を組み合わせて用いる。

## 概要
妊娠高血圧症候群による子宮内発育遅延の場合など、出生体重が小さくても在胎週数が長い場合、出生した児は「未熟」とはいえない。「未熟」というためには呼吸機能、哺乳能力、神経学的所見など児に備わった生命機能が、胎外での生活に十分適応できるかどうかを評価すべきだからである。
心肺機能をはじめとする循環器系の疾患や口唇口蓋裂を伴っている場合も多く、これがもとで発育が遅れたり、言語の習得に障害となる場合があるので、未熟児センターや小児専門病院において継続的に加療を行うことが多い。
無事に成長した未熟児の中でこれまで世界で最も小さかったのは、2004年にイリノイ州で260gで生まれた女の赤ちゃんである。また、世界で2番目、日本で最も小さかったのは、2006年10月に慶應義塾大学病院で、妊娠25週目に265gで生まれた女の赤ちゃんである。

## 母子保健法における定義
母子保健法では、未熟児は「身体の発育が未熟のまま出生した乳児であつて、正常児が出生時に有する諸機能を得るに至るまでのものをいう」と定義されている。なお、厚生省児童家庭局長通知『未熟児養育事業の実施について』によると、母子保健法にいう諸機能を得るに至っていないものとは、例えば、次のいずれかの症状等を有している場合をいう。
ア. 出生時体重二、〇〇〇グラム以下のもの
イ. 生活力が特に薄弱であって次に掲げるいずれかの症状を示すもの
(ア) 一般状態
a 運動不安、痙攣があるもの
b 運動が異常に少ないもの
(イ) 体温が摂氏三四度以下のもの
(ウ) 呼吸器、循環器系
a 強度のチアノーゼが持続するもの、チアノーゼ発作を繰り返すもの
b 呼吸数が毎分五〇を超えて増加の傾向にあるか、又は毎分三〇以下のもの
c 出血傾向の強いもの
(エ) 消化器系
a 生後二四時間以上排便のないもの
b 生後四八時間以上嘔吐が持続しているもの
c 血性吐物、血性便のあるもの
(オ) 黄疸
生後数時間以内に現れるか、異常に強い黄疸のあるもの

## 制度
母子保健法に規定する未熟児であって、医師が入院養育を必要と認めたものに対し、保健所および都道府県が負担する制度として「未熟児養育医療制度」が設けられている。